# Sericesthis accola
Sericesthis accola är en skalbaggsart som beskrevs av Britton 1987. Sericesthis accola ingår i släktet Sericesthis och familjen Melolonthidae. Inga underarter finns listade i Catalogue of Life.